# Moadon Kaduregel Hapoel Kfar Saba 2010-2011

## Rosa
| N. |                    | Ruolo | Calciatore     |
| -- | ------------------ | ----- | -------------- |
| 1  | Israele (bandiera) | P     | Yossi Bezalel  |
| 3  | Israele (bandiera) | D     | Omer Schwartz  |
| 4  | Israele (bandiera) | D     | Guy Filosof    |
| 5  | Israele (bandiera) | D     | Eliran Simon   |
| 6  | Israele (bandiera) | C     | Ran Kogen      |
| 7  | Israele (bandiera) | C     | Idan Shum      |
| 8  | Israele (bandiera) | C     | Samir Abdelhay |
| 9  | Israele (bandiera) | A     | Shlomi Azulay  |
| 10 | Israele (bandiera) | A     | Tal Mishali    |
| 11 | Israele (bandiera) | D     | Rami Halis     |
| 14 | Israele (bandiera) | C     | Ben Malka      |
| 16 | Israele (bandiera) | C     | Ohad Elgrabli  |

| N. |                      | Ruolo | Calciatore         |
| -- | -------------------- | ----- | ------------------ |
| 17 | Israele (bandiera)   | A     | Maor Lubin         |
| 18 | Israele (bandiera)   | C     | Ahmad Merey        |
| 19 | Israele (bandiera)   | D     | Natan Shkuri       |
| 20 | Argentina (bandiera) | A     | Juan Carlos García |
| 21 | Liberia (bandiera)   | D     | Patrick Doeplah    |
| 22 | Israele (bandiera)   | P     | Omri Boksboim      |
| 23 | Israele (bandiera)   | C     | Sami Elyakim       |
| 25 | Israele (bandiera)   | C     | Shay David         |
| 28 | Israele (bandiera)   | C     | Asi Vassihon       |
| 30 | Liberia (bandiera)   | D     | George Baysah      |
|    | Israele (bandiera)   | C     | Israel Zviti       |